# Bruceomyces castoris
Espèce
Synonymes
Brucea Rikkinen, 2003
Bruceomyces castoris est une espèce de champignons, la seule connue en 2013 du genre Bruceomyces, qui appartient à l'embranchement des Ascomycota. La relation de Bruceomyces à d'autres taxons au sein de l'ordre Lecanorales est inconnue, et il n'a été placé avec certitude dans aucune famille (incertae sedis).

## Taxinomie
Bruceomyces est un taxon monotypique : il contient la seule espèce de Bruceomyces castoris. De 2003 à 2012, le genre portait le nom de Brucea, à la suite du travail de Jouko Rikkinen. Ce même scientifique et ses collègues découvrent en 2012 que Brucea est l'homonyme d'une plante, nommée Brucea (en) également, et renomment le champignon Brucea en Bruceomyces. Le nom générique a été choisi en l'honneur du Pr Bruce McCune, qui a étudié la flore et les lichens nord-américains ; le nom botanique fait référence au castor, qui joue un grand rôle dans les écosystèmes du Nord-Ouest Pacifique.

## Description
Le champignon est formé d'une protubérance ronde, le capillitium, perché au sommet d'un stipe brunâtre, droite ou incurvée ; l'apothécie est longue de 0,8 mm à 3 mm. Le capillitium mesure généralement entre 0,2 mm et 0,31 mm de diamètre, alors que le stipe présente une épaisseur de 85 µm à 135 µm. Les asques ont une paroi épaisse et sont en forme de massue, pour des dimensions allant de 7 µm à 9 µm de largeur sur 15 µm à 20 µm de longueur, eux-mêmes posés au sommet de tiges de 20 µm à 25 µm de hauteur. Les ascospores sont marron pâle, ellipsoïdaux, et mesurent de 4,4 µm à 5,1 µm sur 7 µm à 8,3 µm. Ils présentent des rides longitudinales qui peuvent être observés au microscope optique. Les paraphyses mesurent de 2,5 µm à 3,5 µm et présentent de fins hyphes. Bruceomyces castoris est un champignon calicioïde, ce qui signifie qu'il libère une masse poudreuse de spores, le mazaedium, présents sur l'apothécie.

## Habitat et distribution
Bruceomyces castoris a été découvert dans les dents de castors, à la suite de la mastication du bois par l'animal, et isolé au pied de sapin géant (Abies grandis), près d'un barrage de castors, dans le comté de Polk.